# Herbert Billib
Albert Adolf Walter Herbert Billib (* 21. Oktober 1904 in Brandenburg an der Havel; † 1. November 2001 in Hannover) war ein deutscher Wasserbau-Ingenieur  und Hochschullehrer für Wasserwirtschaft.

## Leben
Der gebürtige Brandenburger Herbert Billib verbrachte seine Jugend überwiegend in Schlesien, wurde 1914 in das Königlich Preußische Kadettenkorps in Wahlstatt bei Liegnitz aufgenommen und legte das Abitur in der Kadettenschule Berlin-Lichterfelde ab. Anschließend studierte er von 1925 bis 1930 Bauingenieurwesens an der Technischen Hochschule Breslau. Während seines Studiums wurde er 1926 Mitglied der Burschenschaft der Raczeks Breslau, später auch Alter Herr der Burschenschaft Carolina Prag in München und der Hannoverschen Burschenschaft Ghibellinia-Leipzig.
Nach seinem Studiumabschluss als Dipl.-Ing. trat er als Baureferendar in die Preußische Wasserbauverwaltung ein und wurde in den Dienststellen Wasserbauamt Breslau, Kanalbauamt Neuhaldensleben, Flussbauamt Neisse und Poliz.Präs. Berlin eingesetzt. Zum 1. Mai 1933 trat Billib der NSDAP bei (Mitgliedsnummer 2.287.775), von Februar 1933 bis Mai 1935 war er auch Mitglied der SS. 1934 übernahm er am Oberpräsidium Breslau die Leitung der Bauabteilungen Ohlau und Ohleniederung (Hochwasserschutz). 1937 wurde er als Reg.-Baurat zum Wasserwirtschaftsamt Osnabrück versetzt und führte dort Hochmoorkultivierung durch. 1940 wurde Herbert Billib als Reg.- und Baurat Leiter der Reichswasserwirtschaftsstelle Untere Weichsel in Danzig. 1944 wurde er an der Technischen Hochschule Breslau bei Ferdinand Zunker zum Dr.-Ing. promoviert.
Nach seinem Kriegseinsatz als O.T. Generalingenieur in der Heeresgruppe Süd wurde Herbert Billib 1945 am Reg.-Präsidium Stade Dezernent für Wasserversorgung, ab 1951 am Reg.-Präsidium Hannover, 1952 schließlich als Oberreg.- u. Baurat in das Niedersächsische Ministerium für Ernährung, Landwirtschaft und Forsten als Referent für Wasserversorgung und Abwasser berufen.
1956 wurde Herbert Billib zum Nachfolger von Otto Uhden auf den Lehrstuhl für Landwirtschaftlichen Wasserbau an der damaligen Technischen Hochschule Hannover (heute: Gottfried Wilhelm Leibniz Universität Hannover) berufen. 1957 wurde er der Direktor des neugeschaffenen Instituts für Wasserwirtschaft, Hydrologie und Landwirtschaftlichen Wasserbau. Zusätzlich fungierte er ab 1959 als Geschäftsführer des Kuratoriums für Wasser und Kulturbauwesen. War am Lehrstuhl bis 1956 der Schwerpunkt der Forschung die Norddeutsche Tiefebene mit ihrem großen Potential an kultivierbaren Feuchtgebieten, so erfolgte durch H. Billib eine wesentliche Verlagerung und Ausdehnung der Arbeitsgebiete: Die Regelung des Wasserhaushalts als Teil einer allgemeinen Landesplanung zum Wohle der Bevölkerung und der Industrie, der Land- und der Forstwirtschaft unter Beachtung der Einflüsse auf bestehende ökologische Systeme trat in seinen Forschungen in den Vordergrund. In diesem größeren Rahmen wurden neue Fachgebiete wie Grundwasserhydrologie, Simulationstechnik im Wasserbau, Stochastische Hydrologie und Tropenwasserwirtschaft entwickelt und in Lehre und Forschung integriert.
1965 wurde H. Billib zum Mitglied der Braunschweigischen Wissenschaftlichen Gesellschaft gewählt, 1972 wurde er in Anerkennung seiner besonderen Verdienste um sein Fachgebiet mit der Ehrendoktorwürde (Dr. rer. nat. h. c.) der Universität für Bodenkultur Wien ausgezeichnet, 1974 wurde er Ehrenmitglied der Ungarischen Hydrologischen Gesellschaft, 1978 Ehrenmitglied des Deutschen Verbandes für Wasser- und Kulturbau (heute: DWA).
Herbert Billib heiratete 1938 Inez Kesselbauer. Der Ehe entstammen fünf Kinder, vier Söhne und eine Tochter. Er verstarb 2001 im hohen Alter von 97 Jahren.

## Mitgliedschaften
- 1934 Mitglied des Ausschusses für Kulturtechnik
- 1948 Normenausschuss
- 1949 Zentralkomitee für Tuberkulosebekämpfung
- 1950 Kuratorium für Kulturbauwesen
- 1951 Landesgesundheitsbeirat für Niedersachsen
- 1964 Arbeitskreis Wasserwirtschaft und Mineralöl
- 1965 Braunschweigische Wissenschaftliche Gesellschaft
- 1966 AK Förderung der wissenschaftlichen Forschung in Niedersachsen
- 1978 Ehrenmitglied Deutscher Verband für Wasser- und Kulturbau

## Publikationen
1. Sammelwerke:
- 1970 Handwörterbuch der Raumforschung u. -ordnung
- 1971 Taschenbuch der Wasserwirtschaft
- 1971 Niedersachsen auf dem Weg ins Jahr 2000
- 1980 Daten zur Raumplanung

2. Zeitschriften: über 100 Veröffentlichungen und Rezensionen
3. Herausgeber: 30 Instituts-Mitteilungen
4. ausgewählte Veröffentlichungen:
- Untersuchung über die Abflußverhältnisse im oberen Wietzegebiet : eine hydrologische Bestandsaufnahme. Universität, Hannover, 1970
- Mathematisch-hydraulisches Strömungsmodell "Freizeitpark Rheinaue, Bonn". Stadt Bonn, Bonn, 1974
- zusammen mit Gunnar Barovic: Auswirkungen von Auskiesungen auf den Wasserhaushalt im Leinetal Zwischen Ruthe und Nordstemmen Berichte 1 - 3, Anlagen. Hannover, 1978
- Hochwasser – Abflußspenden – Längsschnitt für das niedersächsische Wesergebiet. Referatsgruppe Wasserwirtschaft, Niedersächsischer Minister für Ernährung, Landwirtschaft und Forsten, Hannover, 1979
- zusammen mit Peter Schreiber, Wolfgang Günther: Untersuchungen zu wasserwirtschaftlichen Grundlagen eines Wasserverbundes in der Bundesrepublik Deutschland : Wasserverbundstudie. in: Beiträge (Akademie für Raumforschung und Landesplanung (Germany)), Bd. 36., H. Schroedel, Hannover, 1980